# هميران
 هميران  بالفارسية (روستاى حمیران) قرية صغيرة تتبع البلدة المركزية (بالفارسية: بخش مرکزی شهرستان بندر لنگه) من توابع مدينة لنجة وتقع في محافظة هرمزگان في جنوب إيران. يبلغ ارتفاعها عن سطح البحر حولي 300 متراًً.

## حدود قرية هميران
حدود قرية هميران: من الشمال: قرية كزير، ومن الجنوب الخليج العربي ، ومن الغرب قرية بندر معلم، ومن الشرق تنتهي بقرية بركة سفلين .

## السكان
يبلغ عدد سكان القرية حسب تعداد السكان لعام 2006 للميلاد، (250) نسمه تشكل (40 عائلة) ، من أهل السنة والجماعة وعلى المذهب الشافعي. سكان هذه القرية من الأصول العربية ويتكلموناللغتي العربية والفارسية، لهم عدة مساجد، ومدرسة، وعيادة صحية صغيرة، وبركتان لحفظ مياه الأمطار، وميناء بحري صغير. يقوم السكان بالتجارة وصيد الأسماك والزراعة ، و تربية المواشي والأغنام.